# Leptura subtilis
Leptura subtilis es una especie de escarabajo longicornio del género Leptura, categorizada en la tribu Lepturini, de la subfamilia Lepturinae. Fue descrita por Bates en 1884.

## Descripción
Mide 14-22 mm de longitud.

## Distribución
Se distribuye por Japón.